# Acer amplum
Acer amplum é uma espécie asiática de bordo encontrada no Vietnã e na China. 
Acer amplum é uma árvore de até 25 metros de altura com casca lisa marrom ou cinza. As folhas são não compostas, em forma de coração, por vezes não lobadas mas outras vezes com 3 ou 5 lóbulos, o limbo até 25 cm de comprimento e aproximadamente a mesma distância em largura.  
Subespécies
- Acer amplum subsp. amplum - Anhui, Fuquiém, Cantão, Quancim, Guizhou, Hubei, Hunão, Jiangxi, Sujuão, Iunã, Chequião
- Acer amplum subsp. bodinieri (H.Lév. ) YSChen - Quancim, Guizhou, Hunão, Iunã, Vietnã
- Acer amplum subsp. catalpifolium (Rehder) YSChen - Quancim, Guizhou, Sujuão
- Acer amplum subsp. tientaiense (CKSchneid. ) YSChen - Fuquiém, Jiangxi, Chequião